# Розанова Ольга Володимирівна
Ольга Володимирівна Ро́занова (21 червня 1886, Меленки — 7 листопада 1918, Москва) — одна з видатних художниць російського авангарду з унікальним колористичним талантом.
Пройшовши декілька напрямів авангарду, вийшла через супрематизм до цвітопису, на декілька десятиліть передбачивши розвиток абстрактного мистецтва. 1917 року створила один з шедеврів безпредметного живопису ХХ століття — картину «Зелена смуга». Декілька років знаходилася у близьких стосунках з Олексієм Кручоних.

## Біографія
Ольга Розанова народилася в Меленках, невеликому містечку біля Владимира (Російська імперія). 1896 року сім'я Розанових переїжджає у Владимир. 1904 року Розанова закінчує жіночу гімназію і того ж року переїжджає в Москву.
Вона вступає до школи малювання Костянтина Юона і одночасно вчиться на курсах в училищі живопису і скульптури Большакова. 1910 року художниця переїжджає в Санкт-Петербург і стає одним з найбільш активних членів Спілки Молоді. У 1912 році Розанова познайомилася з поетами футуристами Велимиром Хлєбниковим і Олексієм Кручоних.
З останнім її зв'язували близькі, інтимні стосунки: вони жили разом, але не подовгу, і кілька разів розлучалися.
У творчій співдружності Кручоних і Розанової був створений унікальний стиль російської футуристичної книги. У 1913–1914 роках вони опублікували книгу «Тэ Ли лэ», використовуючи техніку кольорового гектографування. У 1915–1916 роках використали у футуристичній книзі метод колажу. 1915 року художниця застосувала колаж в ілюстрації «Заумної книги» Кручених і Алягрова і в альбомі «Війна» 1916 року з віршами Кручених.
1916 року Розанова приєднується до товариства «Супремус», очолюваного Казимиром Малевичем. До цього часу її стиль розвивався від кубізму і італійського футуризму до чистої абстракції, в якій композиція створюється візуальною вагою і взаємозв'язком кольорів.
У тому ж році Розанова разом з іншими художниками-супрематистами (Казимир Малевич,  Олександра Екстер, Ніна Генке, Любов Попова, Ксенія Богуславська, Надія Удальцова,  Іван Клюн, Іван Пуні і інші) працювали в артілях сіл Вербовка і Скопці. Під впливом О. Кручоних писала заумні вірші.
Після революції 1917 року Розанова займається реорганізацією мистецтва і керує художньо-промисловим підвідділом ІЗО Наркомпроса.
7 листопада 1918 року Ольга Розанова померла від дифтерії.

## Ольга Розанова в мистецтві

### Присвячення
- Поетична книга «Возропщем» (1913) Олексія Кручоних вийшла з присвяченням «Першій художниці Петрограда О. Розановій»[6].
- Володимир Маяковський 1915 року присвятив Ользі Розановій цикл з трьох віршів з надписом «Светлой О. В. Р. — эти стихи»[6].

## Виставки

### Персональні виставки
- 1918 (грудень) — 1919 (березень) — Москва, Перша Державна виставка. Посмертна виставка картин, етюдів, ескізів і малюнків О. В. Розанової
- 1992 — Москва, Ленінград, Хельсінкі. Ольга Розанова. 1886–1918
- 2003 — Москва, Московський центр мистецтв. «Червова Дама російського авангарду»
- 2007 — Москва, Виставковий зал в Товмачах (Третьяковська галерея). «.побачити світ перетвореним»

### Групові виставки

#### Прижиттєві виставки
- 1911 (квітень) — Санкт-Петербург, «Спілка молоді»
- 1912 (січень) — Санкт-Петербург, «Спілка молоді»
- 1912 (березень) — Москва, Училище Живопису, Творення і Архітектури, спільна виставка художників «Віслячого хвоста» і «Спілки молоді»
- 1913 (жовтень) — Санкт-Петербург, Художнє Бюро Н. О. Добичиної. Постійна виставка Сучасного живопису
- 1913 (жовтень) — 1914 (січень) — Санкт-Петербург, «Спілка молоді»
- 1914 (квітень-травень) — Рим, галерея Спров'єрі, Міжнародна вільна футуристична виставка. Російська секція
- 1915 (березень) — Петроград, малий зал Імператорського Суспільства Заохочення мистецтв, Перша футуристична виставка картин «Трамвай В»
- 1915 (квітень) — Петроград, Художнє Бюро Н. О. Добичиної, виставка картин Лівих Течій
- 1915 (грудень) — Петроград, Остання футуристична виставка 0,10
- 1916 (квітень) — Петроград, Художнє Бюро Н. О. Добичиної, Сучасний Російський Живопис
- 1916 (листопад) — Москва, Бубновий валет
- 1917 (листопад-грудень) — Москва, Бубновий валет
- 1917 (грудень) — Москва, Друга виставка Сучасного декоративного мистецтва «Вербовка»
- 1918 (квітень) — Тифліс, Виставка картин і малюнків московських футуристів
- 1918 (травень-липень) — Москва, Перша виставка картин професійної спілки художників у Москві

#### Найбільш значні ранні виставки російського авангарду (1919–1927)
- 1919 (квітень-червень) — Петроград, Перша Державна Вільна виставка творів мистецтв
- 1919 — Москва, X Державна виставка. Безпредметна творчість і супрематизм
- 1919 — Вітебськ, Перша державна виставка картин місцевих і московських художників
- 1920 — Казань, Перша Державна виставка мистецтва і науки в Казані
- 1922 — Берлін, Перша російська художня виставка
- 1927 — Ленінград, Виставка новітніх напрямів у мистецтві

### Прижиттєві публікації
- Розанова О. В. Манифест «Союза молодёжи»: Листовка. — СПб., 1913.
- Розанова О. В. Основы Нового Творчества и причины его непонимания // Союз молодёжи. — СПб., 1913. — № 3. — С. 14—22.
- Розанова О. В. Супрематизм и критика // Анархия. — 1918. — № 86.
- Розанова О. В. Искусство — только в независимости и безграничной свободе! // Анархия. — 1918. — № 91.
- Розанова О. В. Уничтожение 3-х федеративной конструкции союза как причина выхода из него левой федерации // Анархия. — 1918. — № 99.

### Наступні
- Ольга Розанова. «Лефанта чиол…» / Вступ. ст., публикации писем и комментарии к ним Веры Терёхиной; составители «Хроники жизни и творчества» Андрей Сарабьянов и Вера Терёхина. — М.: RA, 2002. — 392 с. — 2000 экз. — ISBN 5-85164-076-6.
- Ольга Розанова. …увидеть мир преображённым: [Каталог выставки] / Предисл. Л. И. Иовлевой, вступ. ст. В. Н. Терёхиной. — М.: Пинакотека, 2007. — 156 с. — ISBN 978-5-88149-274-8.

## Галерея

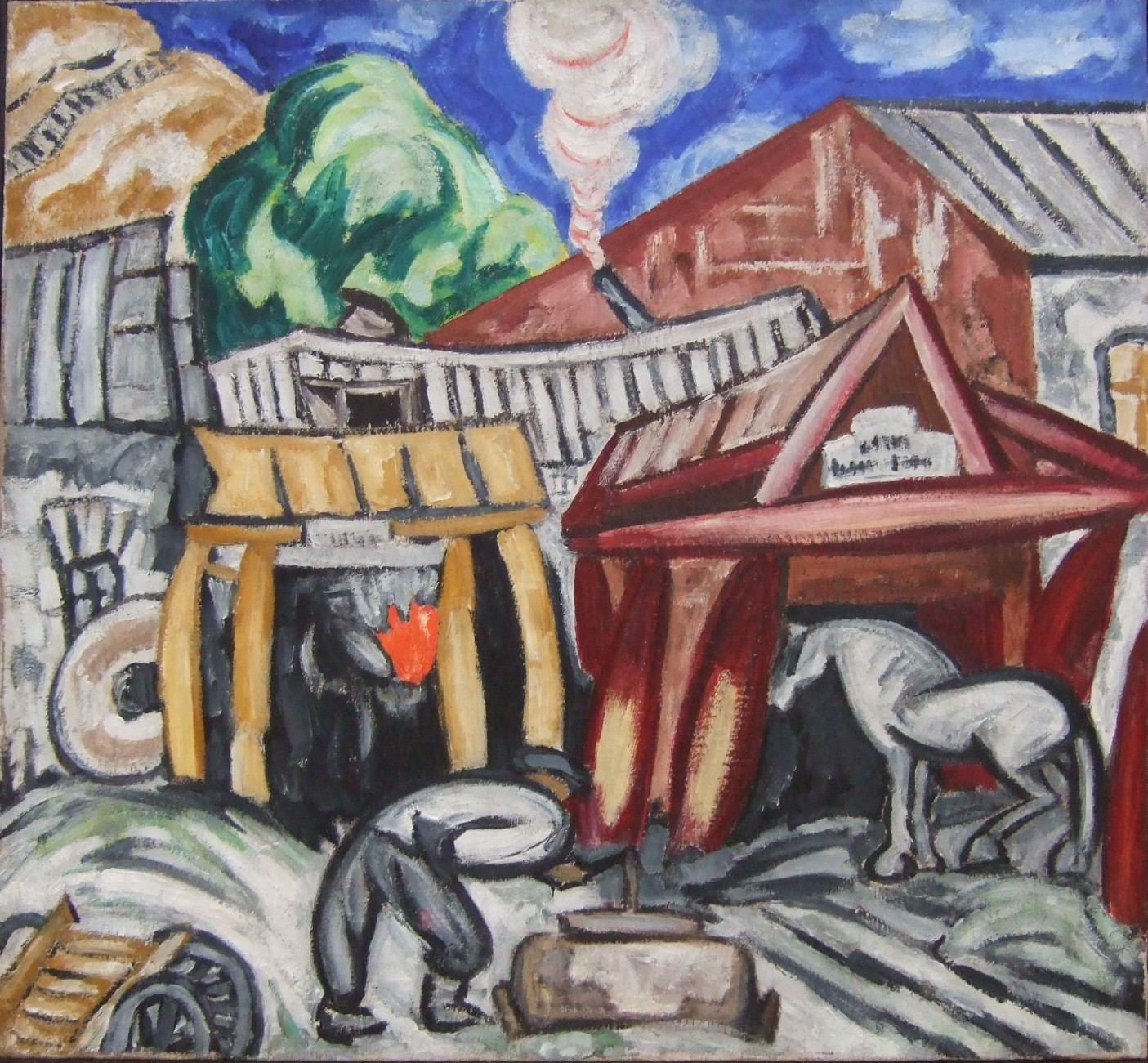
Кузня. 1911—1912. Х., м. Державний Російський музей
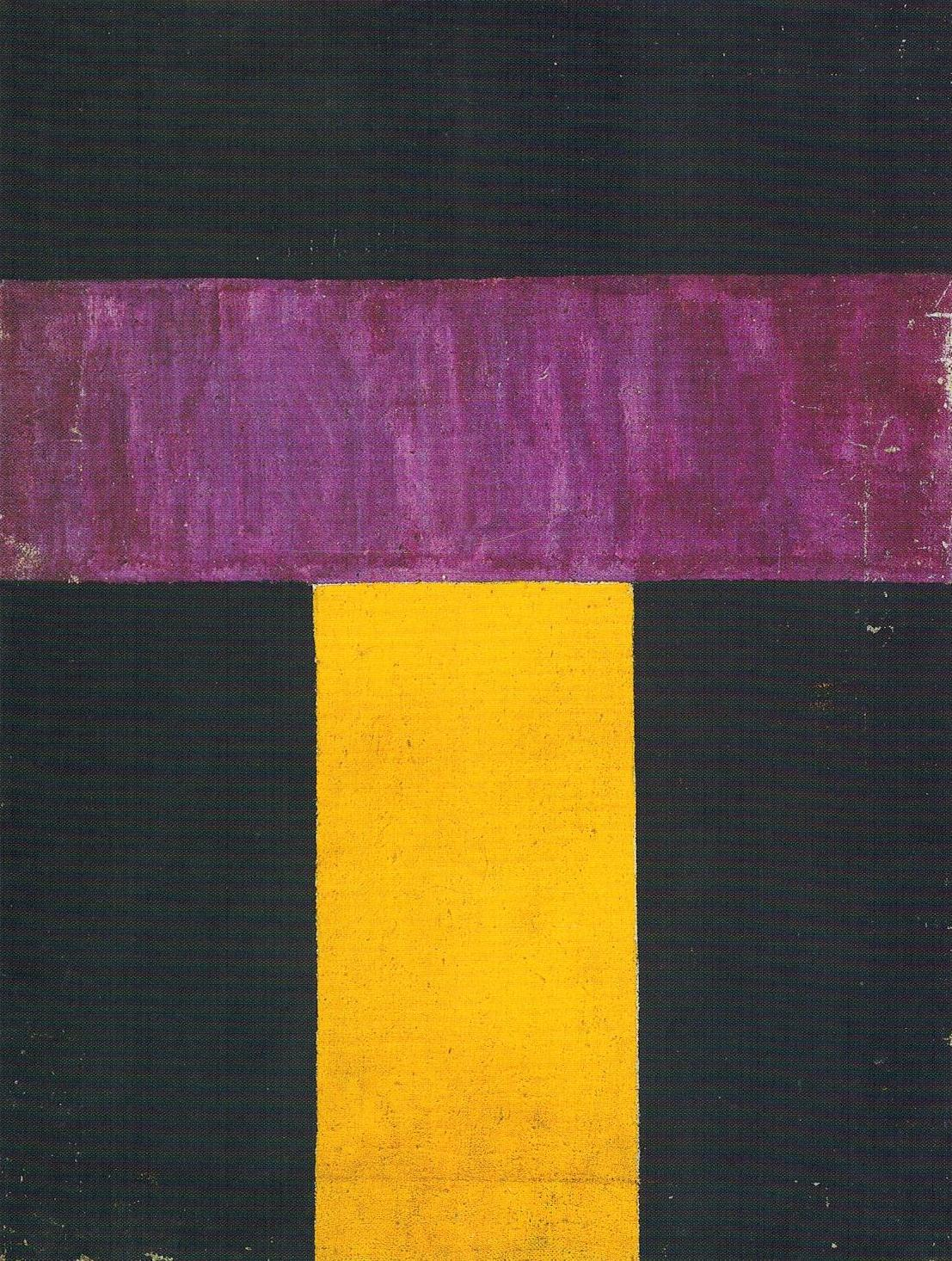
Безпредметна композиція. Цвітопис. 1917. Полотно, клейова фарба. 58х44 см. Державний Російський музей
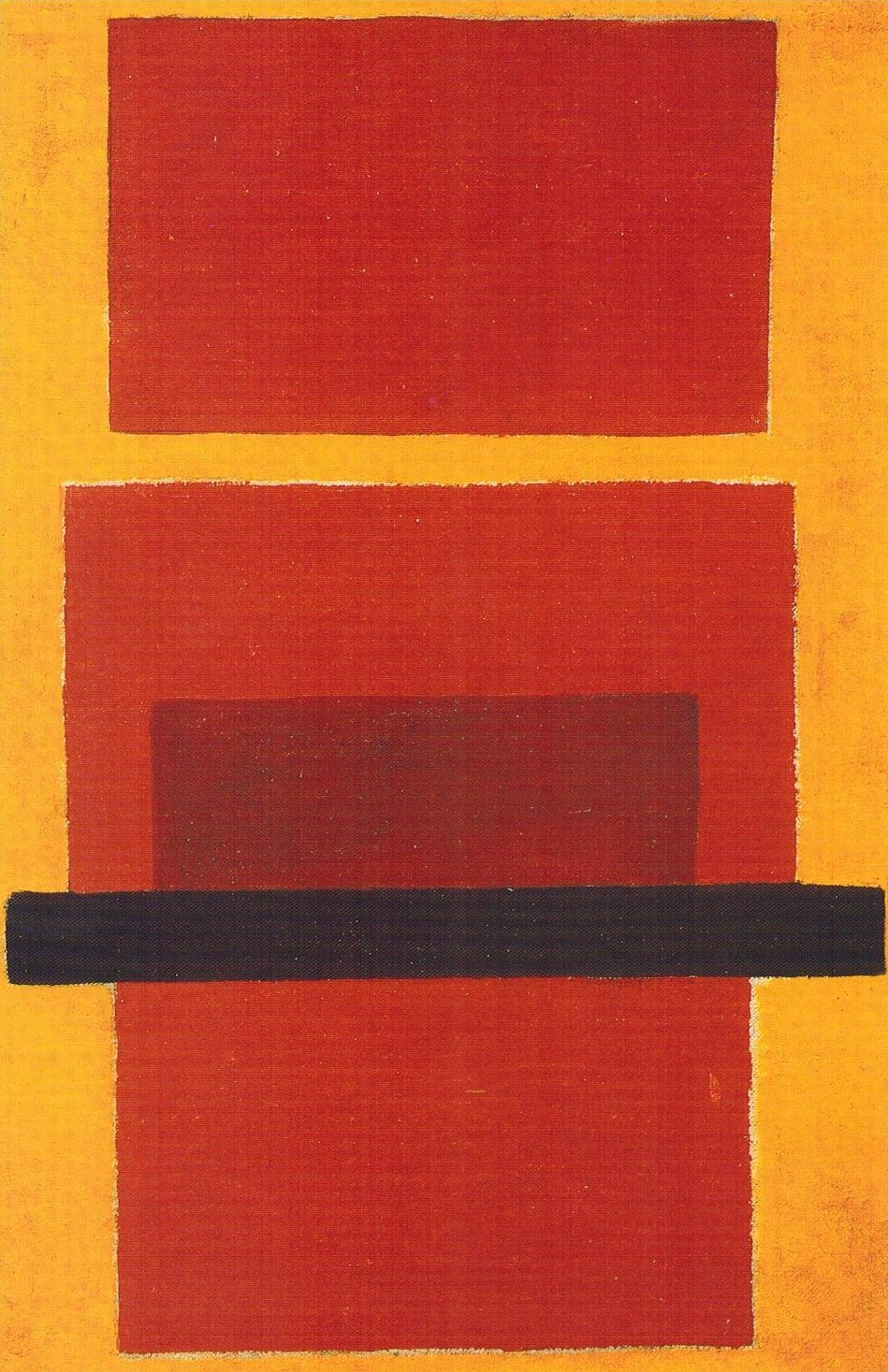
Безпредметна композиція. 1917. Полотно, олія. 62,5х40,5 см. Державний Російський музей
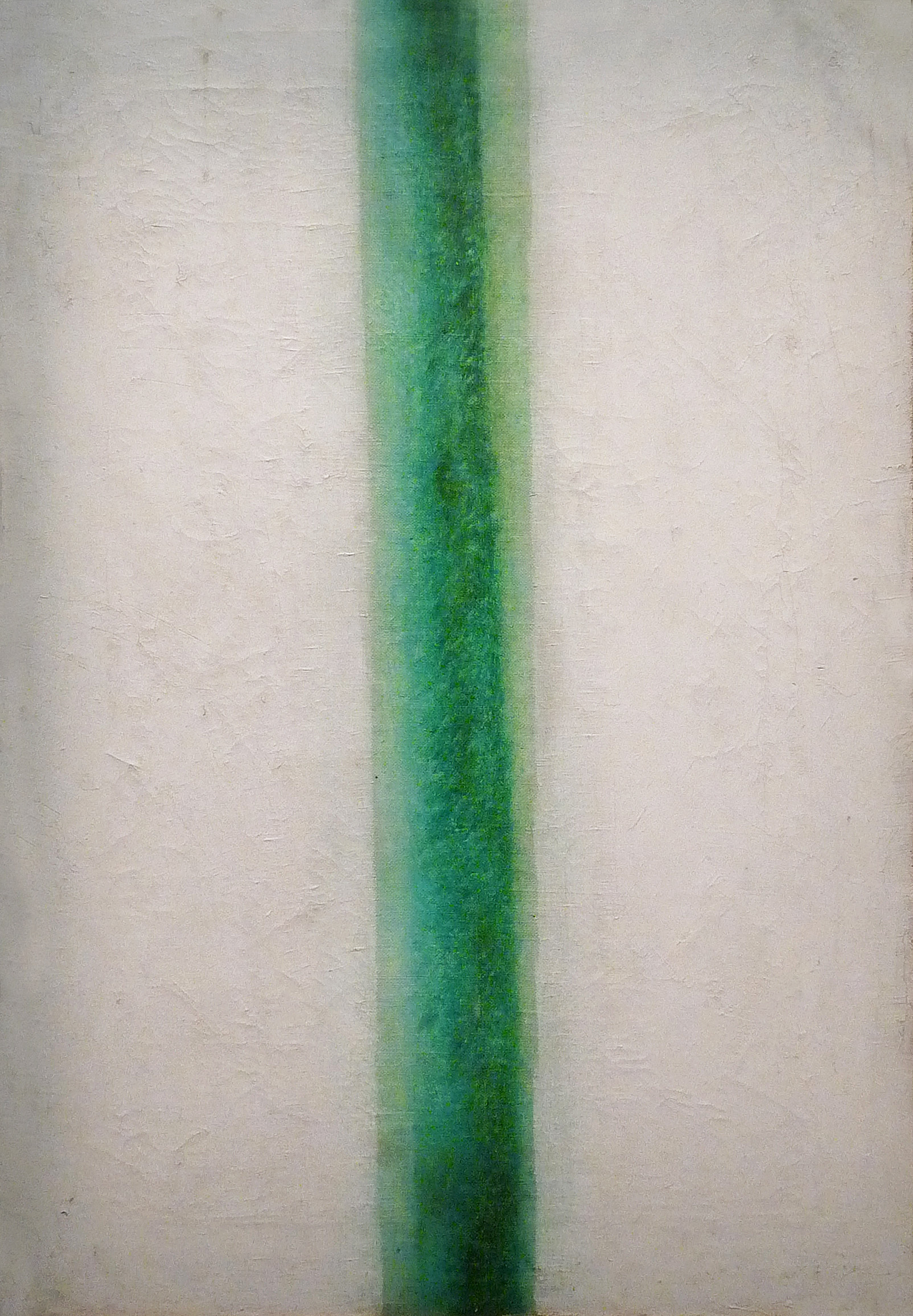
Зелена полоса. 1917. Полотно, олія. ДМЗ «Ростовський кремль»
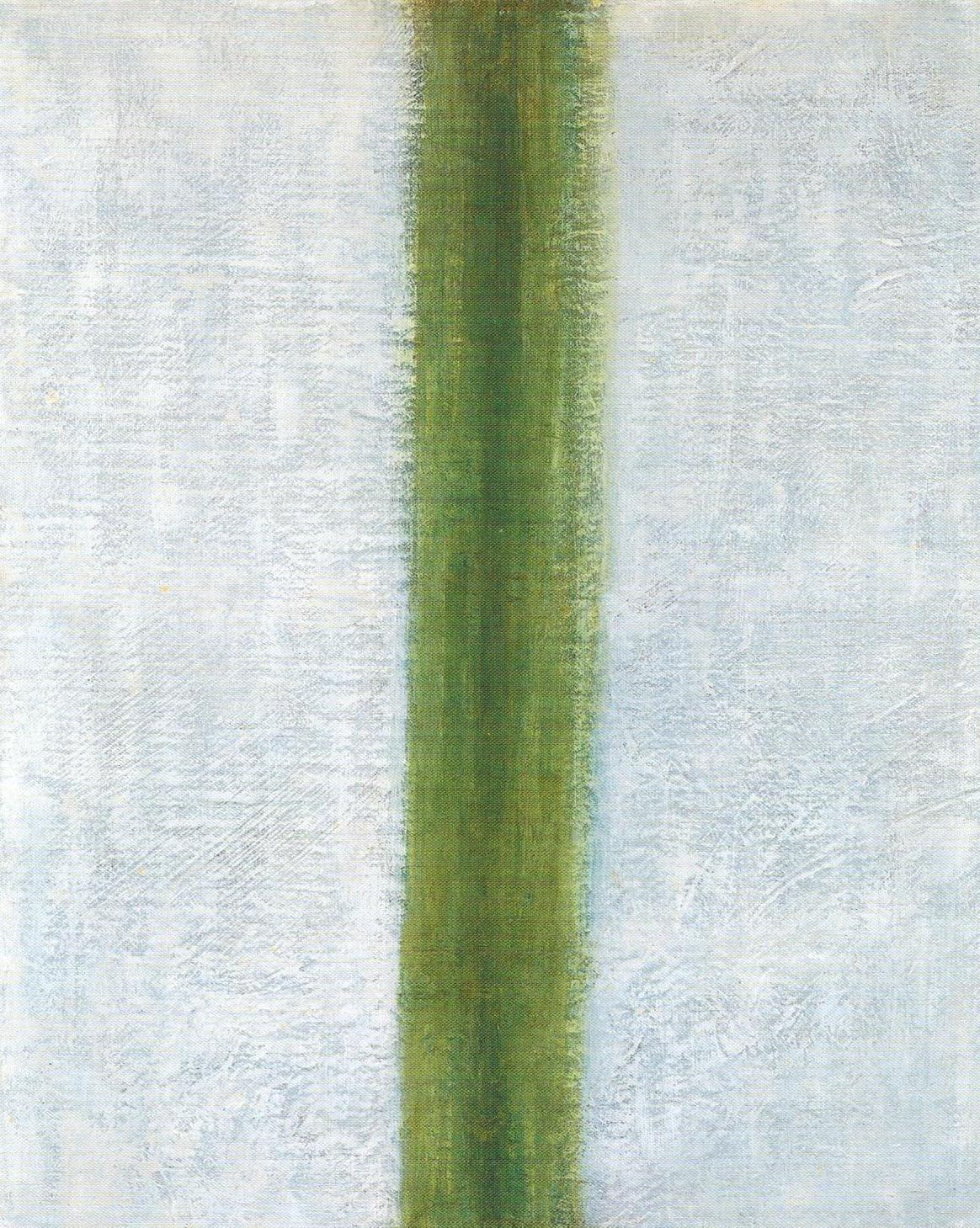
Зелена полоса. 1917. Полотно, олія. Приватне зібрання, Швеція

### Альбоми, каталоги, монографії
- Olga Rozanova/Ольга Розанова. 1886–1918: [Каталог выставки] / Вступ. ст. Н. Гурьяновой, В. Терёхиной. — Helsinki: Helsingin Kaupungin Taidemuseo, 1992. — 125 p. — ISBN 951-8965-12-9.
- Gurianova N. Exploring Color: Olga Rozanova and the Early Russian Avant-garde, 1910–1918. — Amsterdam: G + B Arts International, 2000.
- Гурьянова Н. А. Ольга Розанова и ранний русский авангард. — М.: Гилея, 2002. — 319 с. — 1000 экз. — ISBN 5-87987-021-9.

### Статті, есе
- Варст. О выставке Розановой // Искусство. Вест. Отд. ИЗО Наркомпроса. — М., 1919. — № 4.
- Гурьянова Н. Военные графические циклы Н. Гончаровой и О. Розановой // Панорама искусств. — М., 1989. — В. 12. — С. 63—88.
- Гурьянова Н. На пути к новому искусству // Искусство. — 1989. — № 1. — С. 24—30.
- Гурьянова Н. Ольга Розанова и Алексей Кручёных: К вопросу о взаимосвязи поэзии и живописи в русском футуризме // Europa * * * * Orientalis. — Salerno, 1992. — С. 49—108.
- Памяти О. В. Розановой // Искусство. — 1919. — № 1.
- Ракитин В. Апофеоз Ольги Розановой // Война / Резьба О. Розановой. Слова А. Кручёных. — 1916. Факсим. изд. М., 1995.
- Родченко А. Ольга Розанова — живописец // Родченко А. Эксперименты для будущего. — М., 1996. — С. 65.
- Терёхина Вера. «Начало жизни цветочно-алой…» О. В. Розанова (1886–1918) // Панорама искусств. — М., 1989. — В. 12. — С. 38—62.
- Терёхина Вера. Преображённый мир Ольги Розановой // Наше наследие. — 2003. — № 67—68.
- Эфрос А. Во след уходящим // Москва. Журнал литературы и искусства. — 1919. — № 3. — С. 4—6.
- Эфрос А. О. В. Розанова // Эфрос А. Профили. — М., 1930. — С. 225–235.
- Gassner H. Olga Rozanova // Russian Women-Artists of the Avantgarde. 1910–1930. — Cologne: Galerie Gmurzynska, 1979. — P. 230–245.
- Gurianova N. Olga Rozanova: Color Libero // Art e Dossier. — 1993. — № 85. — P. 37—43.
- Gurianova N. Olga Rozanova // Amazons of Avant-garde. — New York, 1999. — P. 213–239.
- Gurianova N. Suprematism and Transrational Poetry // Elementa. — 1994. — № 1. — P. 369–383.
- Rakitin V. Illusionism is the Apotheosis of Vulgarity // Russian Women-Artists of the Avantgarde: 1910–1930. — Cologne: Galerie Gmurzynska, 1979. — P. 254–255.
- Terekhina V. Majakovski und Rozanowa // Bildende Kunst. — 1988. — № 11. — S. 499–501.
- Yablonskaia M. Olga Rozanova // Woman-Artists of Russia's New Age: 1900–1935. — London: Abrams, 1990. — P. 81—98.